# ليزا بريسكيا
ليزا بريسكيا (بالإنجليزية: Lisa Brescia)‏ هي مغنية أمريكية، ولدت في 12 مايو 1970 في سو فولز في الولايات المتحدة.

## وصلات خارجية
- ليزا بريسكيا على موقع IMDb (الإنجليزية)
- ليزا بريسكيا على موقع ميوزك برينز (الإنجليزية)
- ليزا بريسكيا على موقع قاعدة بيانات برودواي على الإنترنت (الإنجليزية)
- ليزا بريسكيا على موقع قاعدة بيانات الفيلم (الإنجليزية)